# Улица Кутякова (Саратов)
У́лица Кутяко́ва — одна из центральных улиц Саратова. Проходит от улицы Радищева до Завокзального посёлка.

## Происхождение названия
Улица названа в честь героя Гражданской войны Ивана Кутякова.

## История
В 1818 году На Хлебной площади (ныне Театральная площадь) саратовским купцом Крючковым была построена церковь Петра и Павла. Вокруг церкви находились торговые ряды, за которыми начала застраиваться улица, получившая своё название от находившегося неподалёку собора — Петропавловская. К концу XIX века улица дошла уже до полотна Рязано-Уральской железной дороги.
Национальный состав проживавших на ней людей был самым разнообразным. Но преобладали в основном цыгане, селившиеся там целым табором. Так у улицы появилось новое название — Цыганская. По мере существования нового названия улицы местные жители обращались в Городскую управу с просьбой возвратить старое название. Ходатайство было отклонено.
В 1957 году Цыганская улица была переименована в улицу имени И. С. Кутякова.
В 2021 году улица стала частью Большого пешеходного кольца.

## Расположение
Улица располагается в центральной части города, протягиваясь от пересечения улиц Радищева и Челюскинцев до Лысой горы в районе Завокзального посёлка, переходя в 1-й Цементный проезд. Прерывается полотном железной дороги примерно через 2,7 км после своего начала. Остальная часть (533 м) проходит по территории Завокзального посёлка через частный сектор.

## Саратовская гармонь
В доме № 6 по ул. Кутякова с 1954 по 2000 год находился цех по производству Саратовской гармоники.